# 강릉 보현사 십육나한도
강릉 보현사 십육나한도(江陵 普賢寺 十六羅漢圖)는 대한민국 강원특별자치도 평창군 진부면, 월정사에 있는 조선시대의 나한도이다. 2014년 3월 7일 강원도의 유형문화재 제171호로 지정되었다.

## 개요
1882년에 강원도 강릉 보현사의 대웅전 석가삼존도, 현왕도 등과 더불어 영산전에 봉안할 목적으로 제작된 십육나한도 중 일부이다. 현재 두 폭만이 남아 있으며 제작 당시 총 몇 폭으로 구성되어 있었는지 명확히 알 수는 없지만 아마도 총 4폭으로 구성되었을 가능성이 엿보인다.
두 폭 중 한 폭(제 1폭으로 칭함)은 깊은 산 속, 폭포에서 흘러내린 물로 둘러싸인 암석 위에 5위의 나한이 서 있거나 앉아 있는 모습으로 그려져 있다. 이들은 모두 동일한 곳인 왼쪽을 바라보고 있는데, 그 곳에서는 물가에서 용이 솟아나오고 있으며, 이를 나한들이 호리병 안으로 불러들이고 있다. 나한은 용을 부를 수 있는 능력이 있는데 이러한 내용을 표현한 것으로 보인다.
화기를 통해 수화사는 석옹 철유(石翁 喆有)이고, 출초는 축연(竺衍)이 하였으며 그 외에 완형(玩炯)ㆍ인휴(仁休)ㆍ사미 홍순(沙彌 洪洵)ㆍ득눌(得訥) 등이 보조화사로 참여하였음을 알 수 있다. 다른 한 폭(제 2폭으로 칭함)은 화면 중앙에 턱을 괴고 몸을 웅크린 채 앉아 있는 나한을 중심으로 좌측에는 2위의 나한이 앉아 경책을 보면서 이야기를 나누고 있으며 우측에는 또 다른 2위의 나한이 서로 마주보고 서서 뭔가 이야기를 주고 받고 있는 모습으로 그려져 있다. 경책을 읽고 있는 존자들의 뒤에는 시자로 보이는 한 인물이 호리병으로 용을 불러들이고 있고 동자가 놀란 표정으로 이를 바라보고 있다. 이 화폭은 화기를 통해 제 1폭과 같이 수화사겸 출초를 석옹 철유가 하였고 그 외에 축연ㆍ완형ㆍ인휴ㆍ사미 홍순ㆍ득눌이 참여하였음을 알 수 있다.

## 지정 사유
조선후기~근대에 조성된 나한도의 나한들은 독립적으로 표현되어 있으나 이 불화의 나한들은 서로 유기적으로 묘사되어 있으며, 제작자와 제작연대(1882년)를 명확히 알 수 있는 화기(畵記)가 있고, 제작자인 철유(喆有)⋅축연(竺衍)의 초기화풍을 확인할 수 있는 등 조선후기 불교회화사적으로 중요한 가치를 지니고 있다.

## 참고 자료
- 강릉 보현사 십육나한도 - 국가유산청 국가유산포털